# Adolfo Alsina (departement)
Adolfo Alsina is een departement in de Argentijnse provincie Río Negro. Het departement (Spaans:  departamento) heeft een oppervlakte van 8813 km² en telt 50.701 inwoners.

## Plaatsen in departement Adolfo Alsina
- Bahía Creek
- Balneario El Cóndor
- Cubanea
- El Juncal
- General L. Bernal
- General Lorenzo Vintter
- General N. H. Palacios
- Guardia Mitre
- La Lobería
- Loteo Costa de Río
- Pozo Salado
- San Javier
- Vicealmirante E. O´Connor
- Viedma
- Zanjón de Oyuela